# Wilhelm Meier-Jobst

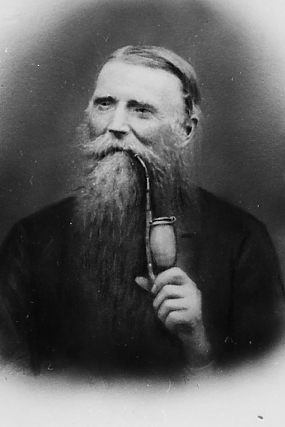
Wilhelm Meier-Jobst

Wilhelm Meier-Jobst (* 2. November 1842 in Dinglinghausen; † 7. Januar 1916 in Leese) war Landwirt und Mitglied des Deutschen Reichstags.

## Leben
Meier-Jobst besuchte  die Volksschule bis zum Jahre 1852 und das städtische Gymnasium in Lemgo bis zum Jahre 1857. Er erlernte nach seinem Abgange vom Gymnasium die Landwirtschaft und ist von 1867 ab längere Zeit als Inspektor auf Gütern in Westpreußen tätig gewesen, später in die Heimat zurückgekehrt. Seit 1888 war er Mitglied des lippeschen Abgeordnetenhauses. In der Gemeindevertretung war er seit Einführung der Gemeindeordnung des Fürstentums und Standesbeamter-Stellvertreter seit 1878.
Von 1898 bis 1907 war er Mitglied des Deutschen Reichstags für den Reichstagswahlkreis Fürstentum Lippe (Detmold, Lemgo) und die Freisinnige Volkspartei.